# Serapión de Arteaga
Serapión José de Arteaga (San Miguel de Tucumán, 1780 - 1845) fue un abogado y político argentino que tuvo gran participación en la política de la primera mitad del siglo XIX y fue un destacado dirigente federal en la Provincia de Tucumán.

## Biografía
Estudió en la Universidad de Charcas y se recibió de abogado en 1808. Se instaló en Potosí, donde se dedicó a la abogacía particular.
En 1809 regresó a Tucumán, donde fue miembro del cabildo. Participó de las conspiraciones anteriores a la Revolución de Mayo, apoyando las posturas de José Moldes.
Al estallar la Revolución fue un activo partidario de la misma, y después de la Batalla de Suipacha fue miembro de la junta de gobierno de Potosí. Debió huir a mediados de 1811, debido a la derrota de Huaqui. Nuevamente ejerció cargos en la ciudad de Potosí durante la segunda expedición auxiliadora al Alto Perú.
De regreso del Alto Perú se instaló en Salta, donde ocupó varios cargos ejecutivos y legislativos; fue alcalde y después procurador en el cabildo. Durante el gobierno de Bernabé Aráoz fue asesor del gobierno de la provincia de Salta, y siguió ocupando ese puesto con el gobernador Hilarión de la Quintana. Tras la elección de Martín Miguel de Güemes como gobernador de Salta se retiró a Tucumán, donde colaboró en el gobierno de Aráoz. También fue asesor letrado del cabildo tucumano.
En 1816 fue elegido diputado por Tucumán al Congreso de la Independencia, para ocupar una banca que le había sido acordada a su provincia no por derecho sino por una concesión especial, por el mérito de haber organizado la Batalla de Tucumán. Considerando que su elección no correspondía, Arteaga renunció a su cargo. De todos modos fue el redactor de las instrucciones de los otros dos diputados. Apoyó al diputado Moldes, cuyo diploma había sido rechazado por el Congreso por razones políticas, y defendió su derecho a ocupar la banda en un escrito que tuvo amplia difusión. No obstante, Moldes fue arrestado y trasladado posteriormente a Chile.
Arteaga fue asesor del nuevo gobernador, Feliciano de la Mota Botello, pero poco después fue separado del cargo a pedido de Manuel Belgrano, que lo consideraba un aliado del coronel Aráoz, con quien tenía serios conflictos.
Cuando estalló la revolución de noviembre de 1819 en Tucumán, el cabildo lo envió a parlamentar con los amotinados. Se unió a los rebeldes – es posible que fuera uno de los organizadores de la revolución – y dirigió la votación en cabildo abierto que nombró gobernador a Aráoz. La misma asamblea lo nombró alcalde de primer voto del cabildo. Fue miembro del congreso de la República de Tucumán, y uno de los principales autores de su constitución.
En medio del caos que siguió al derrocamiento de Aráoz en 1821 apoyó alternativamente a Aráoz y a su primo Diego Aráoz. Fue elegido presidente de la legislatura provincial. Dos años más tarde, cuando llegó al poder el coronel Javier López, se exilió en Salta, donde residió hasta que este fue expulsado, a fines de 1825.
Colaboró con el más destacado dirigente federal tucumano de esos años, Nicolás Laguna; en 1831 fue uno de los electores de Alejandro Heredia como gobernador.
En 1832 pasó a Salta, nombrado asesor del gobernador Pablo Latorre, amigo de Heredia. Cuando éste se enemistó con su protector, regresó a Tucumán con el general Pablo Alemán, que había sido comandante militar de Salta. Arteaga participó en las complejas conspiraciones que aumentaron las ambiciones de Heredia, llevando a la guerra de 1834 entre Tucumán y Salta. Dos años más tarde fue ministro general de gobierno de Alemán, cuando éste fue gobernador de la provincia de Jujuy, pero fue arrestado por su sucesor, Mariano Iturbe, que llegó al gobierno en 1838.

Logró fugarse a Salta durante el período de la Coalición del Norte, hasta que logró reunirse con los federales del santiagueño Ibarra junto al gobernador Miguel Otero. A fines de 1831 volvió a ser diputado provincial, y propuso como gobernador a Celedonio Gutiérrez, hasta entonces protegido de Ibarra. Considerado amigo del general Manuel Oribe, lo asesoró en cuestiones políticas del norte argentino. En 1844 fue nombrado miembro de la cámara de justicia de la provincia de Tucumán.
Falleció en Tucumán en 1845.